# Sturgeon River State Forest
La Sturgeon River State Forest est une aire protégée américaine dans le comté de Saint Louis, au Minnesota.